# جایزه بزرگ استرالیا ۱۹۹۱
جایزه بزرگ استرالیا ۱۹۹۱ (انگلیسی: ‎1991 Australian Grand Prix‎) یک مسابقهٔ موتوری در رشتهٔ اتومبیل‌رانی فرمول یک بود که در تاریخ ۳ نوامبر ۱۹۹۱ در پیست خیابانی آدلاید واقع در آدلاید، استرالیا برگزار شد. این گراند پری در میان ۱۶ گراند پری در فصل ۱۹۹۱، مسابقهٔ شمارهٔ ۱۶ بود.
در این مسابقه که قرار بود در ۱۴ دور و به مسافت ۵۲٫۹۲ کیلومتر (۳۲٫۸۸۳ مایل) برگزار شود، پول پوزیشن توسط آیرتون سنا کسب شد و سریع‌ترین زمان برای طی یک دور پیست که برابر با ۱:۴۱٫۱۴۱ بود نیز توسط گرهارد برگر به ثبت رسید. این مسابقه پیش از پایان دورهای برنامه‌ریزی‌شده، در دور ۸۱ و پس از طی مسافت ۳۰۶٫۱۸ کیلومتر (۱۹۰٫۲۵۱ مایل) متوقف شد.
آیرتون سنا از تیم مک‌لارن-هوندا، نایجل منسل از تیم ویلیامز-رنو و گرهارد برگر از تیم مک‌لارن-هوندا به‌ترتیب مقام‌های اول تا سوم مسابقه را کسب کردند.

## رده‌بندی قهرمانی پس از مسابقه
| جایگاه | راننده         | امتیاز |
| ------ | -------------- | ------ |
| ۱      | آیرتون سنا     | ۹۶     |
| ۲      | نایجل منسل     | ۷۲     |
| ۳      | ریکاردو پاتریس | ۵۳     |
| ۴      | گرهارد برگر    | ۴۳     |
| ۵      | آلن پروست      | ۳۴     |
| منبع:  |                |        |

| جایگاه | سازنده       | امتیاز |
| ------ | ------------ | ------ |
| ۱      | مک‌لارن-هوندا | ۱۳۹    |
| ۲      | ویلیامز-رنو  | ۱۲۵    |
| ۳      | فراری        | ۵۵٫۵   |
| ۴      | بنتون-فورد   | ۳۸٫۵   |
| ۵      | جردن-فورد    | ۱۳     |
| منبع:  |              |        |

یادداشت
- تنها پنج جایگاه نخست از هر رده‌بندی نمایش داده شده‌است.